# Monumento aos Mortos da Primeira Guerra Mundial (Maputo)
O Monumento aos Mortos da Primeira Guerra Mundial, da autoria do escultor Ruy Roque Gameiro em colaboração com o arquitecto Veloso Reis, foi inaugurado em 1935 na cidade de Maputo (Lourenço Marques, na altura), capital de Moçambique. Está situado na Praça dos Trabalhadores (antiga Praça MacMahon), em frente à famosa Estação do Caminho de Ferro, e constitui uma homenagem aos portugueses e moçambicanos mortos na Primeira Guerra Mundial.